# Vonarje
Vonarje so vas v Občini Podčetrtek.
V bližini naselja je bila leta 1980 zgrajena zemeljska pregrada, nad katero je v dolini Sotle nastalo umetno Vonarsko jezero.